# BEHER
BEHER, ou Bernardo Hernández, est l’usine de jambon espagnole, la plus connue au niveau international,,. Elle est située dans la D.O.P. Jambon de Guijuelo, à Guijuelo (Salamanque). C’est une entreprise familiale, de troisième âge, créé en 1930, et actuellement c’est l’une des 300 entreprises les plus importantes de Castille-et-León.
En 2001 et 2004, elle a reçu le prix de la « meilleure entreprise internationale » selon la IFFA Delicat de Francfort-sur-le-Main, la principale foire internationale de viande, qui se déroule tous les 3 ans.
Parmi ses produits il en ressort la "Bellota Oro", qui en 2007, 2010 et 2013 a été reconnue lors des trois dernières éditions de la même foire comme étant le "Meilleur jambon du monde".

## Histoire

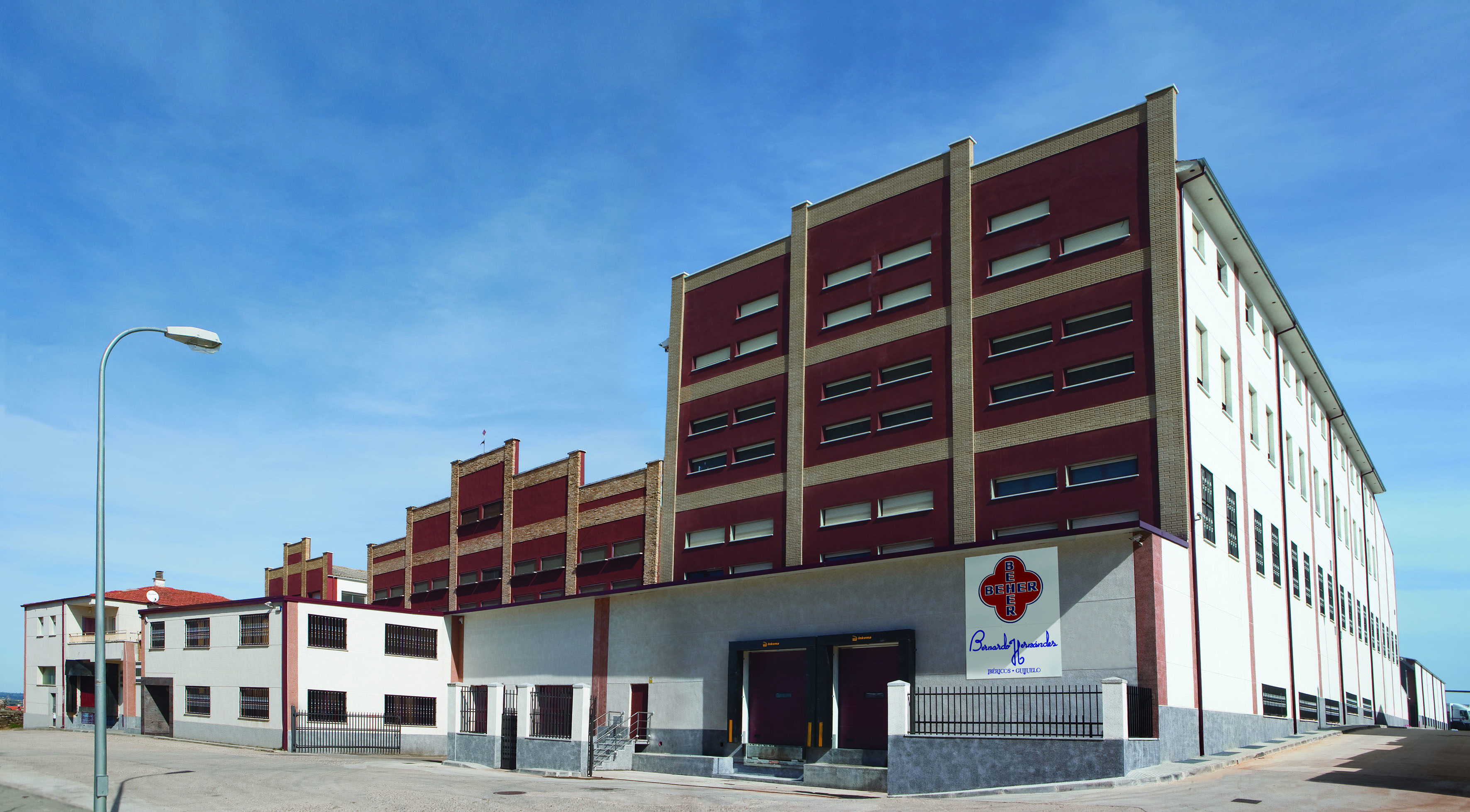
Installations de BEHER à Guijuelo.

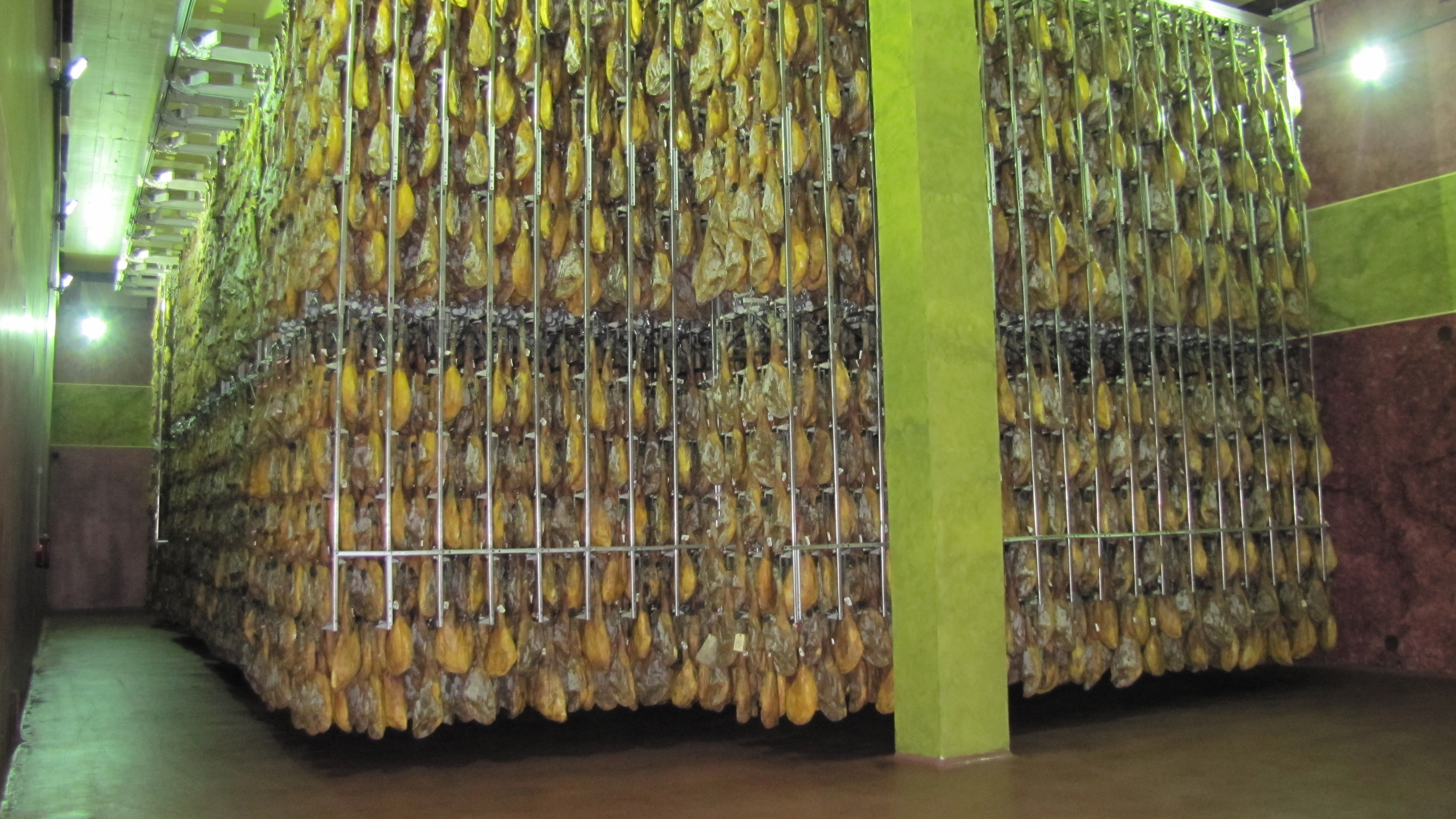
Chai de guérison dans les installations de BEHER à Guijuelo.

Au début des années 1930, Bernardo Hernández Blázquez a lancé son affaire dans l’abattage, en faisant appel à l’expérience familiale, créant une entreprise spécialisée intégralement dans le secteur. Dans les années 1970, le fils du créateur Bernardo Hernández García a pris les rênes de l’entreprise et a commencé l’élevage du porc ibérique dans des installations propres.
Actuellement, ce sont ses fils qui dirigent l’entreprise, qui est l’une des 6 meilleures entreprises du secteur, avec  une part de marché de 2 %.
Elle exporte ses produits à plus de 30 pays à travers les cinq continents, et parmi eux on trouve: Hong Kong, la Corée du Sud, l’Australie, le Brésil, la Russie et toute l’Union européenne.
En 2010 ont été mises en place de nouvelles installations qui ont atteint les 19 500 m2, parmi lesquelles se trouve la bodega la plus haute de la dénomination, unique dans le secteur, avec plus de 8 mètres de hauteur.

## Produits

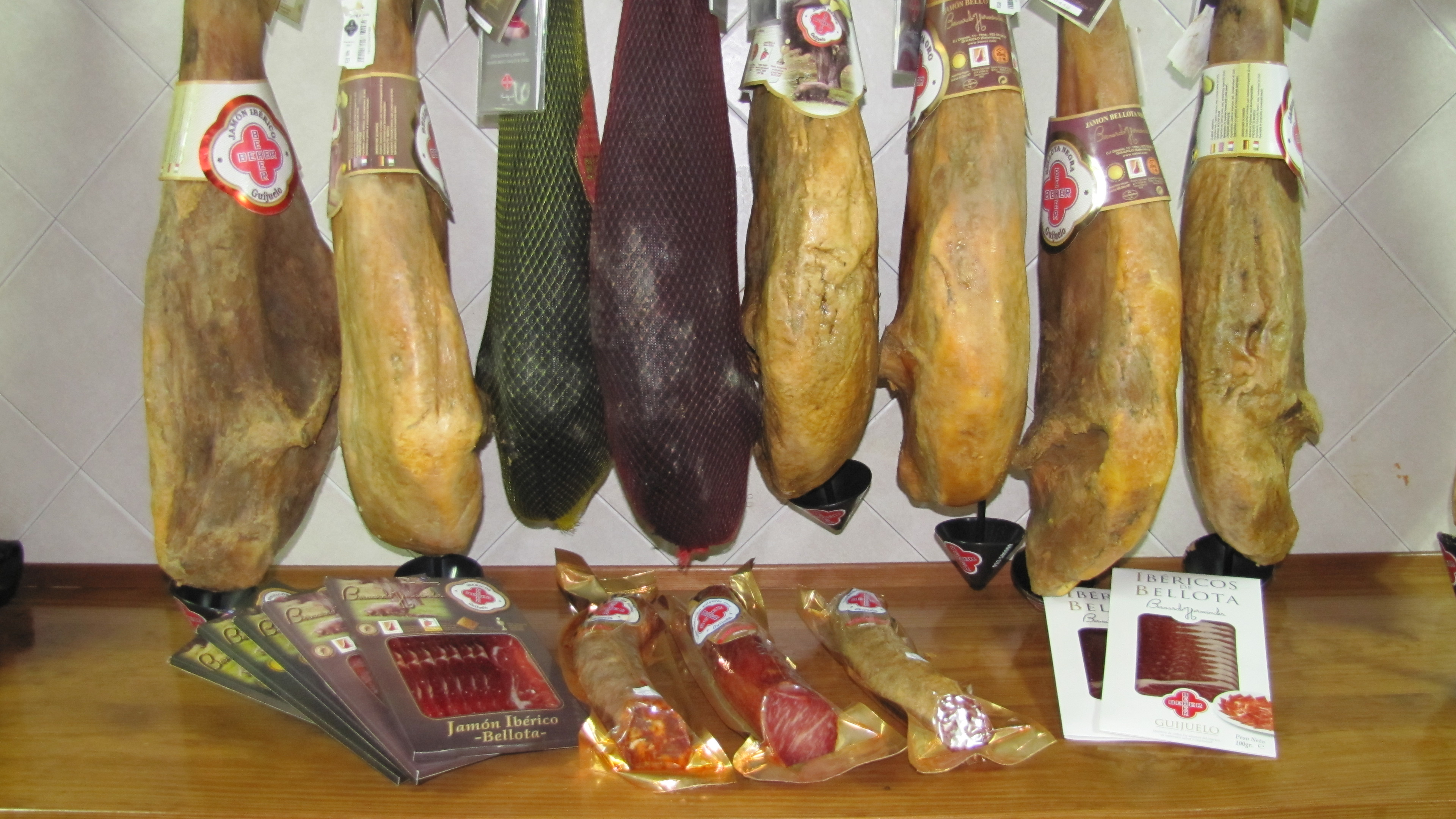
Exposition de charcuteries et jambons de bellota avec D.O.P. Jambon de Guijuelo, de BEHER.

BEHER comprend le processus de production complet, depuis l’élevage du porc dans la propriété à la coupe manuelle du jambon, réussissant ainsi une production homogène et reconnue dans le domaine de la charcuterie :
- Jambon ibérique de bellota (gland) et palette ibérique de bellota.
- Charcuterie ibérique de bellota: lomo, chorizo, saucisse, lard et saucisson.

## Lignes de produits
- Etiquette d’or: jambon et palette ibérique de bellota. Ils sont choisis pour le haut niveau d’acide oléique.
- Etiquette noir: jambon ibérique de bellota.
- Etiquette rouge: jambon et palette ibériques de bellota.
- Tranchages: ils sont coupés par le maitre du coupage Anselmo Pérez, l’actuel champion d’Espagne pour la coupe du jambon.